# George Bergstrom
George Edwin Bergstrom (12 de marzo de 1876 – 17 de junio de 1955) fue un  arquitecto estadounidense conocido por diseñar el edificio de El Pentágono en el Condado de Arlington County, Virginia.

## Biografía
George Edwin Bergstrom nació en Neenah, Wisconsin. Su padre, George O. Bergstrom, fue un prominente hombre de negocios y político. La casa en la que vivió durante su infancia, conocida como George O. Bergstrom House, está incluida en el Registro Nacional de Lugares Históricos de los Estados Unidos. Se formó en la Phillips Academy y en la Universidad de Yale. En 1899 obtuvo una licenciatura en ciencias en el Instituto de Tecnología de Massachusetts. Bergstrom se estableció en Los Ángeles en 1901. En 1903, contrajo matrimonio con Nancy Kimberly, hija de John A. Kimberly, cofundador de la compañía  Kimberly-Clark.

### Carrera

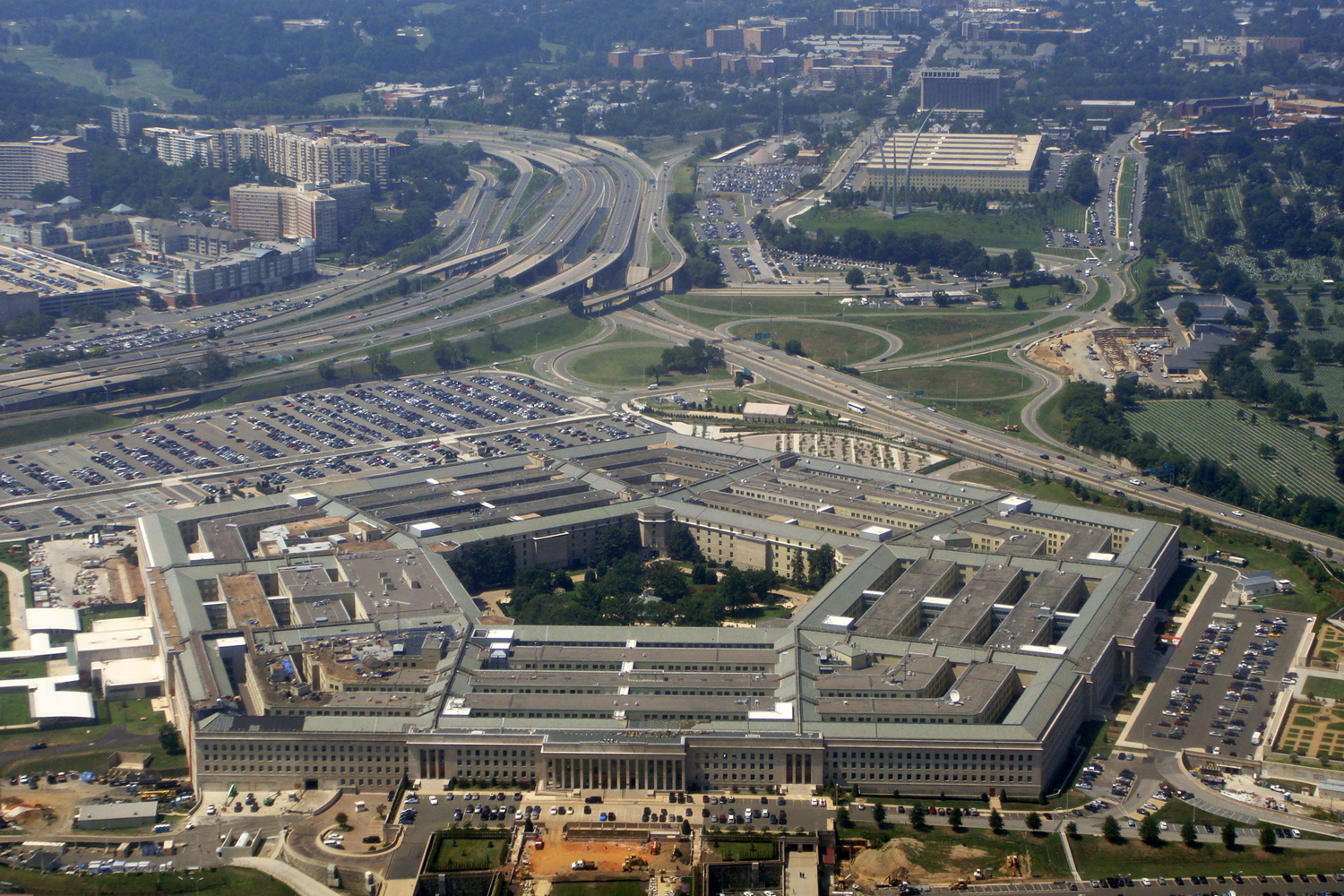
Vista aérea del Pentágono

Entre 1905 y 1915, Bergstrom trabajó en colaboración con el arquitecto John Parkinson. Durante esos años, la firma Parkinson & Bergstrom diseñó numerosos edificios públicos y privados en el Sur de California, así como muchos edificios comerciales y de oficinas del centro de Los Ángeles.
Tras fundar su propio estudio en 1915, Bergstrom continuó diseñando edificios en California, como la John C. Fremont High School y la Redlands High School, en Redlands. Proyectó edificios para el Elks Club y para el Commercial Club en la zona centro de Los Ángeles. Colaboró también con el arquitecto William Lee Woollett (1874–1955) en el diseño del Grauman's Metropolitan Theatre (más tarde conocido como el Paramount Theatre) para el empresario Sid Grauman. Uno de los más notables edificios que proyectó en este periodo fue el Pasadena Civic Auditorium en Pasadena, California, diseñado en colaboración con los arquitectos Cyril Bennett and Fitch Haskell.
Entre 1925 y 1931, Bergstrom  se asoció con el estudio Haskell and Bennett, propiedad de los arquitectos John Cyril Bennett y Fitch Harrison Haskell. Posteriormente se asoció con David J. Witmer junto con el que realizó el diseño básico del edificio del Pentágono en 1941. En abril de 1942, Bergstrom renunció al cargo de arquitecto jefe del proyecto debido a unas acusaciones de conducta impropia durante el tiempo que presidió el Instituto Americano de Arquitectos. Fue remplazado por Witmer.
Activo en asuntos de carácter cívico, Bergstrom se desempeñó como presidente de la Comisión Municipal de Vivienda durante siete años y fue miembro de la Comisión Municipal de Arte. También ejerció como presidente de la Junta Asesora de la Escuela de Arquitectura de la Universidad del Sur de California. Fue durante dos años presidente en California del American Institute of Architects y durante siete años director de la institución. Fue también miembro de numerosas asociaciones y clubes cívicos.
Falleció en 1955 y fue enterrado en el Forest Lawn Memorial Park de Glendale, California.

## Estudios de arquitectura
- Parkinson and Bergstrom, Architects   (1905–1915)[17]
- Bergstrom, Haskell and Bennett, Associated Architects  (1925–1932)[18]
- Bergstrom and Witmer, Architects   (1941–1943)[19]

## Obra seleccionada
- Ansonia Apartments, Los Angeles California (1916)
- Anthony, Earle C. Incorporated Building #1, Los Angeles, California  (1911)
- Brownstone Hotel, Los Angeles, California (1905)
- Citizens Bank Building, Pasadena, California (1914)
- Ford Motor Company Factory, Los Angeles, California (1912)
- Grauman's Metropolitan Theatre, Los Angeles, California (1921–1923)
- Johnson, O.T., Commercial Building #3, Downtown, Los Angeles, California (1906)
- Little Sisters of the Poor Home for the Aged, Los Angeles, California (1906)
- Pasadena Municipal Auditorium, Pasadena, California (1925–1932)
- El Pentágono, Cuartel general del departamento de defensa de los Estados Unidos (septiembre de 1941-enero de 1943), Washington D. C.
- Rowan Building, Los Angeles, California ( 1911–1912)
- Security First National Bank, Los Angeles, California (1915–1916)
- Spreckels Brothers Warehouse, Los Angeles, California (1909)
- Trustee Company of Los Angeles, Los Angeles, California (1906)
- Union Oil Company Office Building, California (1911)
- Washington Building, Los Angeles, California (1912)